# La Clytte
La Clytte, (en néerlandais : De Klijte) est un village dans la province de Flandre Occidentale, situé dans la commune  de Heuvelland. La Clytte est, en théorie, pas une véritable section de Heuvelland, parce qu'elle n'a jamais été une commune indépendante, mais dépendait de Reninghelst. Après la fusion de 1977 Reninghelst a été fusionnée à Poperinghe, La Clytte fut intégrée dans Heuvelland. Le village compte 521 habitants (1/1/2020) pour une superficie de 492 hectares. 
Le village se trouve au pied du Mont-Aigu (Scherpenberg), l'une des nombreuses Buttes-témoins du pays.
Sur le territoire se trouve le cimetière militaire Britannique de La Clytte (nl).

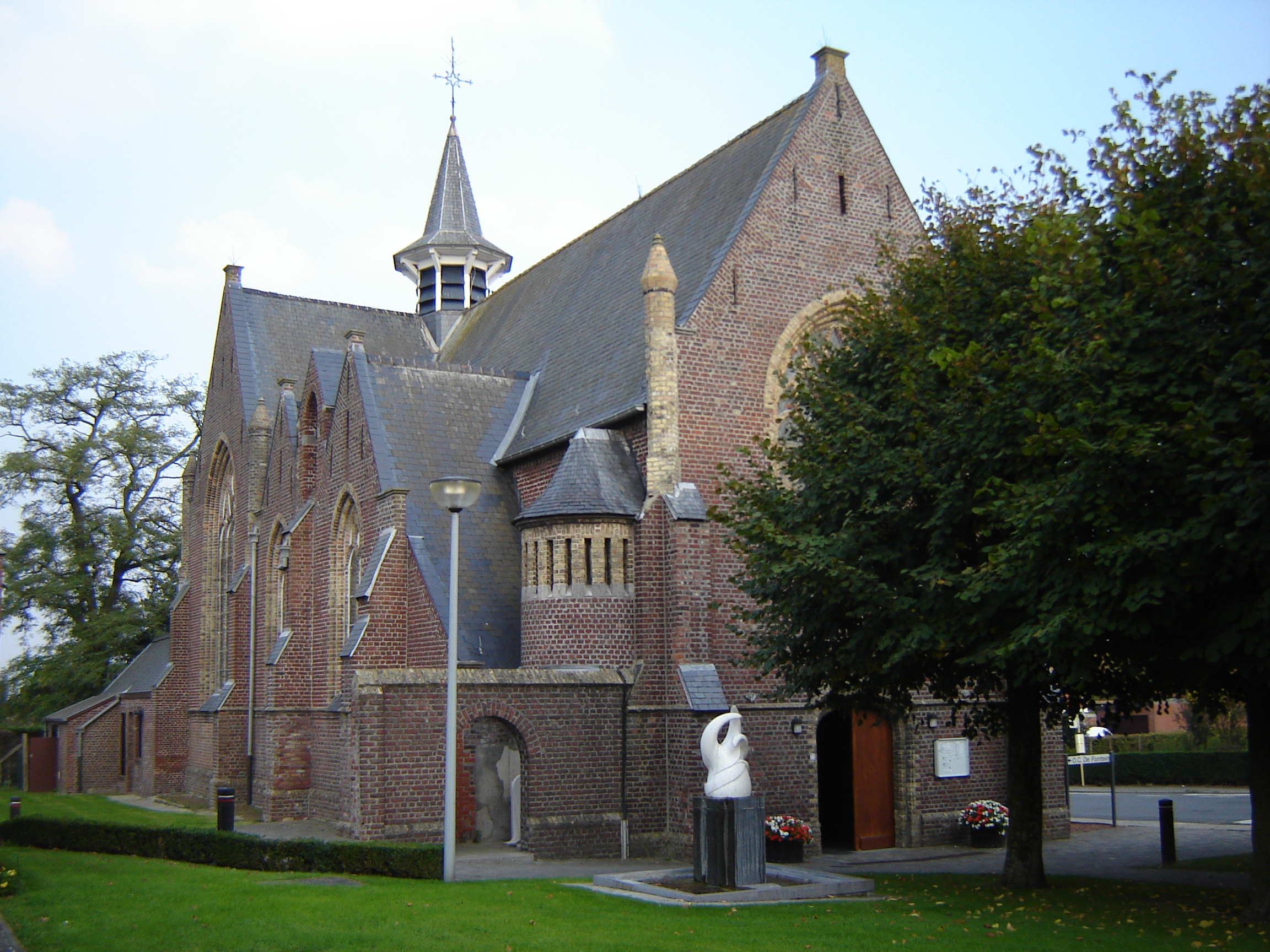
Église Notre-Dame